# الإقليم الأوسط الجنوبي الشرقي
الإقليم الأوسط الجنوبي الشرقي
يتكون هذا الإقليم من أربع ولايات وهي : ولاية كنتاكي ، ولاية تينيسي، ولاية ألاباما ، وولاية مسيسيبي وتبلغ مساحة هذا الإقليم (471,286 كم ) وسكانه في سنة (1408 هـ - 1988 م ) 15,500,000 نسمة .

## الموقع
يقع هذا الإقليم في النطاق الجنوب الشرقي من السهول الوسطي، إلى الشرق من نهر المسيسبي ويحده من الشمال نهر أهايو، وحيث الإقليم الأوسط الشمالي الشرقي، ومن الجنوب خليج المكسيك، ومن الشرق ولايات الأطلنطي الجنوبي، ويشكل حدوده الغربية نهر المسيسبي.

## الأرض
سهلية في جملتها، فهي قسم من السهول الوسطي، وترتفع نحو الشرق حيث هضبة كمبرلاند، وسلاسل جبال الليجاني (المقدمة الغربية لجبال الأبلاش). وتنحدر الأرض تدريجياً نحو الغرب إلى نهر المسيسبي، وكذلك نحو الجنوب إلى خليج المكسيك، ولا تخلو أرضه من بعض مظاهر التضرس فتشوب أرضه بعض التلال، وتقطعها المجاري النهرية العديدة المنحدرة من جبال الأبلاش.

## المناخ
ينتمي إلى النمط شبه المداري الرطب، حيث الصيف الحار والشتاء الدافئ. وتغزوه أحياناً موجات باردة في الشتاء، ومعظم الأمطار تسقط في فصل الصيف وإن كانت لاتنقطع في باقي الفصول، والنبات الطبيعي من الغابات المختلطة والحشائش.

## النشاط البشري
النشاط البشري يتمثل في الزراعة وتربية الحيوان وهي دعامة هامة في اقتصاديات الإقليم ، وأبرز الحاصلات ، القطن ، والذرة ، وفول الصويا ، والتبغ ، والقمح ( في المناطق المرتفعة ) ، والأرز ، وقصب السكر . ويستخرج الفحم من ولاية ألاباما كذلك الأسمنت ، وتسير الصناعة قدماً في هذا الإقليم ، وبه العديد من مصادرها ، وهناك العديد من الصناعات في ولاية مسيسبي وبلغ عدد المصانع فيها في سنة (1400 هـ -1980 م ) ،3058مصنعاً .وتشمل الصناعة في هذا النطاق ، الصناعات البترولية ، والبتروكيميائية، وصناعة الخشب ، والمواد الغذائية ،وحلج القطن ،والمنسوجات ، والملابس القطنية ،وصناعة الحديد .